# Pyrrhura parvifrons
Pyrrhura parvifrons ("Garlepps parakit") är en sydamerikansk papegoja.

## Utbredning och systematik
Fågeln återfinns enbart i nordöstra Peru. Den betraktas i allmänhet som underart till rosenpannad parakit (Pyrrhura roseifrons), men har getts artstatus av Birdlife International och IUCN.

## Status
Den placeras i hotkategorin livskraftig.